# ヴラジーミル・トリーブツ
ヴラジーミル・フィリッポヴィチ・トリーブツ（ロシア語: Влади́мир Фили́ппович Три́буц、1900年7月28日<ユリウス暦7月15日> - 1977年8月30日）は、ソ連の軍人。海軍大将。

## 経歴
サンクトペテルブルク出身。1918年2月、労農赤色海軍に入隊。ロシア内戦時、アストラハン、ヴォルガ小艦隊、カスピ海の艦艇に勤務した。1926年、フルンゼ名称海軍学校、1932年、海軍アカデミーを卒業。1926年〜1929年と1932年〜1936年、戦艦「パリーシュスカヤ・コムーナ」、「マラート」に勤務し、駆逐艦「ヤーコフ・スヴェルドロフ」艦長を務めた。1928年、全連邦共産党（ボリシェヴィキ）に入党。1936年、バルト艦隊参謀部課長、1938年2月、参謀長。1939年4月、バルト艦隊司令官。1941年～1952年、党中央監査委員会委員。
独ソ戦中、バルト艦隊司令官として、タリン、レニングラードの防衛に参加した。
1946年～1950年、ソ連最高会議代議員。1947年～1948年、海軍担当極東軍副総司令官。1949年から海軍水路局長、参謀本部軍事アカデミーの講座長、学部長を歴任。1957年～1960年、海軍監察総監。1961年2月、退役。

## パーソナル
レーニン勲章2個、十月革命勲章、赤旗勲章4個、一等ウシャコフ勲章2個、一等ナヒモフ勲章、赤星勲章を受章。
歴史科学博士。50件以上の戦史論文を著作。

### 著書
- 「潜水艦乗組員、攻撃す」（Подводники Балтики атакуют）、1963年
- 「バルト水兵、攻撃す」（Балтийцы наступают）、1968年
- 「バルト水兵、戦闘加入す」（Балтийцы вступают в бой）、1972年